# Бергрен, Томми
То́мми Ви́льям Бе́ргрен (швед. Tommy William Berggren; род. 12 августа 1937, Мёльндаль, Швеция) — шведский актёр театра, кино и телевидения, режиссёр и сценарист.

## Биография
По окончании школы работал на рыболовецком судне моряком. Учился в театральной школе в Гётеборге. В 1956—1959 годах играл в Гётеборском городском театре, а с 1963 года — в Королевском драматическом театре в Стокгольме. Неоднократно участвовал в поставленных Ингмаром Бергманом спектаклях. В кино дебютировал в 1961 году («Перламутр»). Много снимался на телевидении, где в частности исполнил заглавную роль в сериале «Август Стриндберг. Жизнь между гениальностью и безумием».

## Избранная фильмография

### Актёр
- 1961 — Перламутр / Pärlemor — Ян Вебель
- 1963 — Детская коляска / Barnvagnen — Бьёрн
- 1963 — Воскресенье в сентябре / En söndag i september — Стиг
- 1963 — Вороний квартал / Kvarteret Korpen — Андерс
- 1965 — Любовь 65 / Kärlek 65 — актёр
- 1966 — Привет, Роланд! / Heja Roland! — Роланд Юнг
- 1967 — Эльвира Мадиган / Elvira Madigan — лейтенант Спарре
- 1968 — Чёрные пальмы / Svarta palmkronor — Colett
- 1969 — Фрёкен Юлия / Fröken Julie — Ян (ТВ)
- 1970 — Искатели приключений / The Adventurers — Сергей Никович
- 1971 — Джо Хилл / Joe Hill — Джо Хилл
- 1975 — Гилиап / Giliap — Гилиап
- 1979 — Дом Кристофера / Kristoffers hus — Кристофер
- 1979 — Женщина с моря / Fruen fra havet (ТВ)
- 1980 —  / Räkan från Maxim — Dr. Petypon (ТВ)
- 1980 — Красное и чёрное / Rött och svart
- 1982 — Расколотое небо / Brusten himmel — Аксель
- 1983 — Гора на тёмной стороне Луны / Berget på månens baksida — Максим Ковалевский
- 1985 — Август Стриндберг. Жизнь между гениальностью и безумием / August Strindberg: Ett liv — Август Стриндберг (мини-сериал)
- 1986 — Американская жена / La sposa americana — Эдоардо
- 1988 —  / En far — Ryttmästaren (ТВ)
- 1992 — Маскарад / Maskeraden — Густав III (ТВ)
- 1992 — Воскресное дитя / Söndagsbarn — Эрик Бергман
- 1994 — Дядя Ваня / Onkel Vanja — дядя Ваня (ТВ)
- 1995 — Большие и маленькие люди / Stora och små män — Reverend Flodin
- 1998 — Дети стеклодува / Glasblåsarns barn — император
- 2003 — Рабочие часы / Kontorstid — Билл

### Режиссёр
- 2004 —  / Fastighetsskötaren (ТВ)

### Сценарист
- 2004 —  / Fastighetsskötaren (ТВ)

## Награды
- 1961 — Daniel Engdahl-stipendium
- 1966 — Guldbagge («Привет, Роланд!»)
- 1989 — Svenska Akademiens Carl Åkermarks stipendium
- 1990 — Dramatens O’Neill-stipendium
- 1994 — Svenska Dagbladets Thaliapris